# Onze-Lieve-Vrouw-van-Bijstandkapel (Bavegem)

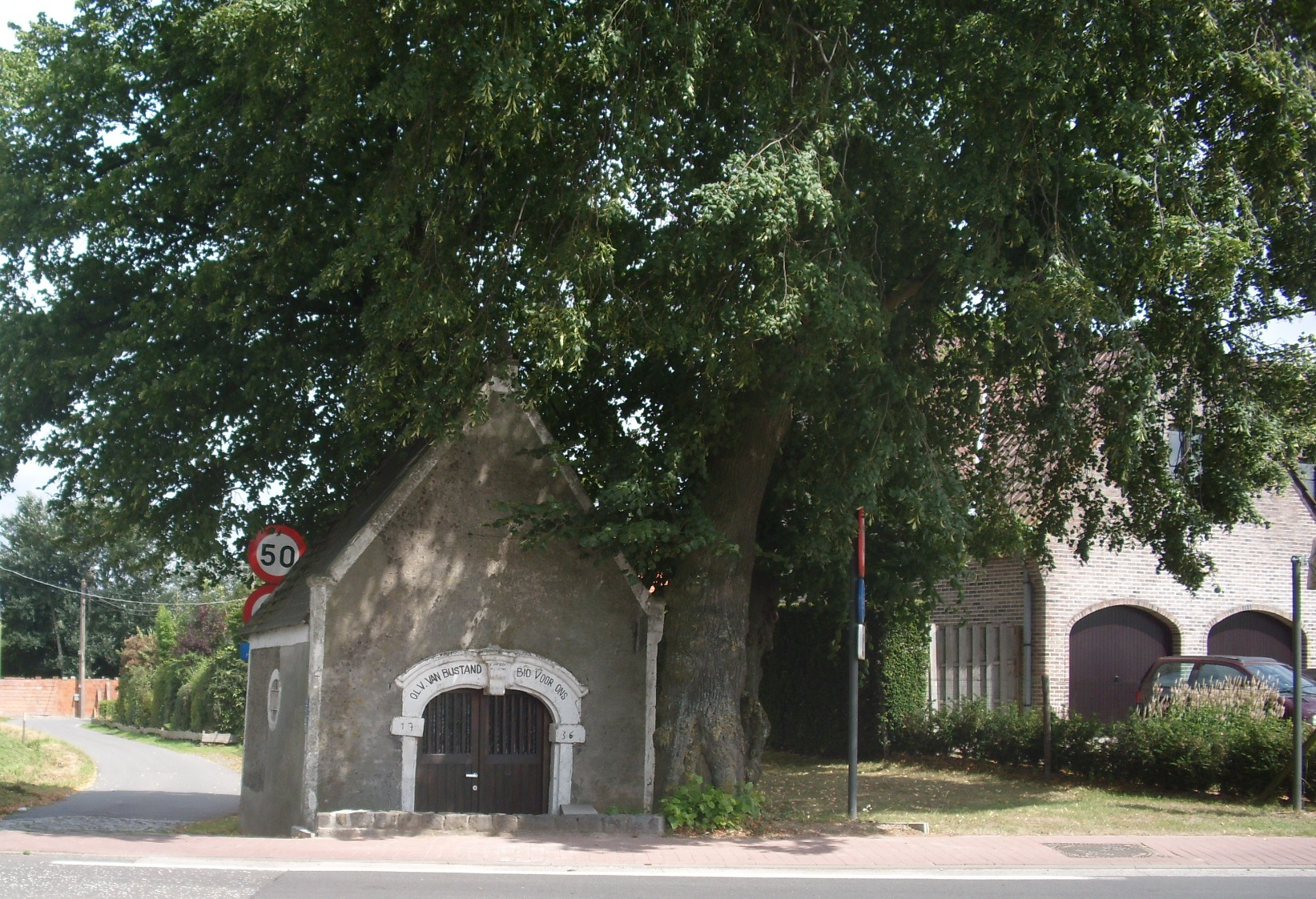
Onze-Lieve-Vrouw-van-Bijstandkapel

De Onze-Lieve-Vrouw-van-Bijstandkapel is een wegkapel in de tot de Oost-Vlaamse gemeente Sint-Lievens-Houtem behorende plaats Bavegem, gelegen aan de Wettersesteenweg.
Het betreft een bakstenen kapelletje onder zadeldak, met driezijdige koorsluiting. Het werd gebouwd in 1736. Het heeft een puntgevel met daarin een korfboogdeur, waardoor men de kapel betreden kan.
Langs het kapelletje stroomt de Moortelbeek.